# Theunisbron
De Theunisbron is een beek in Nederlands Zuid-Limburg in de gemeente Gulpen-Wittem. De beek ligt ten zuiden van Mechelen tussen de buurtschappen Höfke en Kleeberg op de rechteroever van de Geul.

## Ligging
De beek ligt in het Geuldal en is onderdeel van het stroomgebied van de Maas. De beek ontspringt ten oosten van Höfke niet ver van de Geul. De beek stroomt in noordwestelijke richting en wordt ongeveer halverwege gevoed door een zijtak. De beek mondt tussen de Schaeberggrub en de Spetsensweidebeek uit in de Geul.
Op ongeveer 200 meter zuidelijker ligt de Schaeberggrub en op ongeveer 100 meter naar het noorden stroomt de Spetsensweidebeek, beide op de rechteroever.